# Samuel Siegfried Karl von Basch
Samuel Siegfried Karl von Basch (ur. 9 września 1837 w Pradze, zm. 25 kwietnia 1905 w Wiedniu) – austriacki lekarz, fizjolog, twórca pierwszego użytecznego klinicznie sfigmomanometru.

## Życiorys
Urodzony 9 września 1837 r. w Pradze. Studiował medycynę w rodzinnym mieście oraz w Wiedniu. Studia ukończył w 1862 w Wiedniu, po czym pracował przez kilka lat jako asystent Leopolda von Dittela, Eduarda Jägera von Jaxtthala, Ludwiga Türcka i Alexandra Kolisko.
W 1865 został nadwornym lekarzem cesarza Maksymiliana i wyjechał do Meksyku. Po egzekucji Maksymiliana w 1867 ledwo uciekł z Meksyku. Po powrocie do Wiednia prowadził badania nad nikotyną i perystaltyką jelit. W 1878 został profesorem nadzwyczajnym patologii eksperymentalnej. Był autorem wielu publikacji, ale jego główną pracą była „Fizjologia i patologia obiegu krwi” (1892), którą dedykował byłemu nauczycielowi, Karlowi Ludwigowi. Najbardziej znany jest jako wynalazca sfigmomanometru, który jako pierwszy był wykorzystywany w klinicznym pomiarze ciśnienia krwi – von Basch przebadał nim 100.000 pacjentów. Przyczynił się do badań obrzęku płuc, duszności sercowej, unerwienia macicy i nadciśnienia tętniczego (nieprawidłowo wyznaczył ciśnienie normalne na poziomie 135–165 mmHg).